# Woman's Relief Corps
El Woman's Relief Corps (Cuerpo de Socorro de la Mujer) (WRC) es una organización benéfica en los Estados Unidos, fundada originalmente como la organización auxiliar femenina del Gran Ejército de la República (GAR) en 1883. Es una orden aliada de la organización Sons of Union Veterans of the Civil War.

## Historia

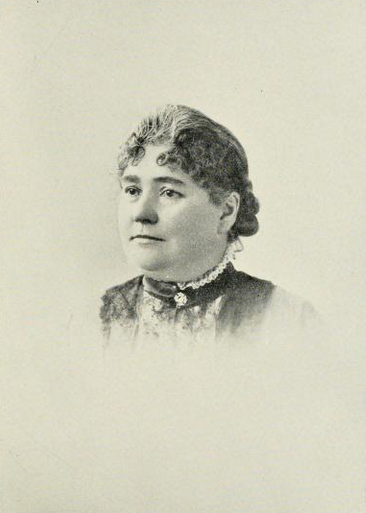
E. Florence Barker.

La organización fue diseñada para ayudar al GAR y proporcionar ayuda a los veteranos del Ejército de la Unión. El GAR había sido creado como una organización fraternal, y se negaba a permitir el ingreso a las mujeres hasta la creación de este cuerpo auxiliar que se dedica en gran medida a la preservación histórica, a la investigación, y a guardar la documentación oficial relacionada con el WRC y el GAR.
El WRC expresa que, entre otros principios, un propósito principal es perpetuar la memoria del Gran Ejército de la República (GAR), una organización de defensa de veteranos para los soldados del Ejército de la Unión durante la Guerra de Secesión Estadounidense. El WRC es un cuerpo auxiliar legalmente reconocido del GAR, se redactó una carta fundacional los días 25 y 26 de julio de 1883 en Denver, Colorado, posteriormente la orden fue incorporada por Acta Pública del 87.º Congreso de los Estados Unidos, el 7 de septiembre de 1962.  La primera presidenta nacional de la organización fue E. Florence Barker.
El WRC comenzó como un auxiliar del GAR, pero ya que el GAR requería que los miembros fueran veteranos de la Unión, su número comenzó a disminuir. En Nueva Jersey, la Liga Leal de Damas (Ladies Loyal League) era una organización auxiliar creada por mujeres que estaban emparentadas con veteranos de la Unión. En el siglo XX, el WRC se afianzó políticamente al defender las políticas feministas y las pensiones para las enfermeras de la Unión, así como por su compromiso con la educación patriótica.

## Día de los Caídos
Al principio de la creación del WRC, el Día de los Caídos se utilizó para enseñar el patriotismo y el nacionalismo, a los niños de todas las edades en los Estados Unidos. Los miembros del Cuerpo de Socorro de la Mujer, con la ayuda de los niños hacían coronas de flores y las colocaban junto a las banderas estadounidenses, en las tumbas de los veteranos y enfermeras de la Unión, que murieron durante la Guerra de Secesión Estadounidense.